# Arthur Blenkinsop
Arthur Blenkinsop (* 30. Juni 1911 in Newcastle upon Tyne; † 23. September 1979 ebenda) war ein englischer Labour-Politiker und Mitglied des britischen Parlaments.
Blenkinsop saß ab 1945 für Newcastle upon Tyne East im Parlament. Von 1946 bis 1949 war er parlamentarischer Sekretär für das Pensionsministerium und von 1949 bis 1951 für das Gesundheitsministerium. Von 1959 bis 1964 war Stadtverordneter in Newcastle und von 1964 bis 1979 vertrat er South Shields im Parlament.